# Michi Kern
Michael „Michi“ Kern (* Oktober 1966 in München) ist ein Gastronom und Kulturveranstalter. Er prägte neben Wolfgang Nöth das Nachtleben der bayerischen Landeshauptstadt von Beginn der frühen 1990er Jahre entscheidend mit. Mittlerweile hat sich Kern auch einen Namen als „Zwischennutzungs-Veteran“ gemacht und ist Initiator der Zwischennutzungsprojekte Sugar Mountain (2021–2024),  Fluffy Clouds (Sommer 2022),  Neuperland (2023–2026), Pineapple Park (2025–2027) und Lucky Star. Des Weiteren betreibt er aktuell die Kulturhalle Utopia und ist beteiligt im Yogaloft München und Pacha München.

## Leben
Kern wuchs im Münchner Stadtteil Sendling auf und besuchte die Oberstufe des Asam-Gymnasiums in München-Giesing, wo er 1987 das Abitur machte. Im Anschluss leistete er als Rettungssanitäter beim Bayerischen Roten Kreuz den Zivildienst.

### Gastronomie
Als Abiturient und Zivildienstleistender jobbte er als Spüler im „Café Iwan“ und dann auch als Türsteher im „Tanzlokal Größenwahn“, einem Münchner Independentclub der 1980er Jahre.
1988 zog er in den Stadtteil Isarvorstadt, begann an der Ludwig-Maximilians-Universität München ein Studium der Linguistik und arbeitete weiterhin nebenbei in der Gastronomie, vorwiegend im Service und später als Betriebsleiter der Schwabinger „Babalu Bar“, wo er erste Kontakte zur im Entstehen befindlichen Techno-Szene knüpfte. 1990 eröffnete er den ersten Technoclub Münchens, den Babalu Club. Das Studium brach er ab. Im Anschluss zog es Kern zu Wolfgang Nöth in die Hallen des ehemaligen Flughafens München-Riem, wo er in Peter Wachas Technoclub „Ultraschall“ mitwirkte. Nebenbei arbeitete er als Barkeeper im „P1“. Kern organisierte hier die Sven-Väth-Veranstaltungen in München und war in einem Freundeskreis mit Rainald Goetz, der ihn in seinen Büchern Rave und Abfall für Alle erwähnt.
1993 übernahm Kern mit seinem Schulfreund Uli Springer das „Café Reitschule“ nahe dem Englischen Garten. Allein oder in der Regel mit verschiedenen Geschäftspartnern folgten legendäre Münchner Szenelokale wie die „Nachtkantine“, das „Ultraschall II“ und das „Wiesn World“, alle drei im Kunstpark Ost, das Münchener „Pacha“, das 2000 der erste Pacha-Club außerhalb Spaniens war, das „Zoozie'z“, die veganen Restaurants „Saf“ im „Zerwirk“ und „Café King“, das „Peter und Paul“, „The Grill“, ein vegetarisches Restaurant und ein Steakhouse unter einem Dach in den ehemaligen Räumen des Münchener Mövenpick im Künstlerhaus am Lenbachplatz, die „Kong Bar“, das „Kytaro“, das „Mondo“, die „Taverna Cavos“ und der Club „8Seasons“ Ende 2012 eröffnete Kern in der Schrannenhalle einen veganen Verkaufsstand namens „Boonian“.
Das von 2005 bis 2008 bestehende „Saf“ im „Zerwirk“ war das erste vegane Restaurant der Stadt, die Süddeutsche Zeitung gab im April 2008 an, dass es „Deutschlands erstes veganes Restaurant“ war. Es fand sogar in Reiseartikeln der New York Times und der Zeitschrift Wallpaper Erwähnung. Kern gilt als einer der Vorreiter der vegetarisch / veganen Idee in der Gastronomie.

### Kultur- und Veranstaltungshallen
Ab 2008 betrieb Michi Kern des vegane Café Lost Weekend, ein Community Projekt mit Buchladen und regelmäßigen Lesungen auf dem Campus der LMU München.
Mit The Lovelace setzte Kern 2017 sein erstes großes Zwischennutzungsprojekt in der Kardinal-Faulhaber-Straße 1 um: Ein temporäres Hotel auf rund 5.000 Quadratmetern in der Münchner Innenstadt. Während des Betriebszeitraums von 2017 bis 2019 fanden dort mehr als 900 Veranstaltungen statt.
Seit 2019 betreibt Kern die ehemalige Reithalle, die heute unter dem Namen Utopia Halle als Kulturhalle für Veranstaltungen wie das Münchner Filmfest, Theaterproduktionen, Konzerte, Festivals und immersive Ausstellungen genutzt wird. Parallel war er bis 2025 auch Betreiber der Freiheitshalle. Von 2019 bis 2020 betrieb Kern zudem die Pop-up-Bar Amore, deren Laufzeit aufgrund der COVID-19-Pandemie verkürzt wurde.
Von 2021 bis 2024 war Kern Mitbetreiber der Zwischennutzung Sugar Mountain in Obersendling. Das Projekt bot auf einer ehemaligen Betonfabrik neben kulturellen Veranstaltungen auch kostenfreie Sport- und Freizeitangebote für Kinder und Jugendliche, darunter Basketball, Fußball, Klettern, Boxen, Tischtennis, Skateboarding und Dirt-Biking. Nach dem Abriss des Geländes 2024 ist dort künftig die Entwicklung eines neuen Stadtquartiers namens „Sugar Valley“ geplant.
In Anlehnung an Sugar Mountain wurde 2022 das Projekt Fluffy Clouds als temporäre Sommernutzung auf dem Gelände des Bad Georgenschwaige während dessen Umbau realisiert.
Kern war zudem an der Entwicklung des Fat Cat beteiligt – einer Zwischennutzung im ehemaligen Gasteig, dem größten Kulturzentrum Europas. Ziel des Projekts war es, kreative Vielfalt zu fördern, Leerstand zu vermeiden und Kunstschaffende aller Sparten Raum für kreative Arbeit in München zu bieten.
Unter dem Namen Lovecraft wurden 2023 alle acht Etagen eines ehemaligen Kaufhauses am Münchner Stachus mit insgesamt über 25.000 Quadratmetern Fläche für eine kreative Zwischennutzung erschlossen. Aufgrund erheblicher finanzieller und organisatorischer Herausforderungen konnte das Projekt jedoch nicht wie geplant in den Regelbetrieb überführt werden. Die Immobilie wird seither wieder durch die Eigentümergruppe verwaltet.
Im Zuge des Projekts entstand eine enge Zusammenarbeit mit Günes Seyfarth und der Community Kitchen, die 2023 in der Gründung der soziokulturellen Zwischennutzung Neuperland mündete. Seitdem wird der Hanns-Seidel-Platz in Neuperlach über einen Zeitraum von drei Jahren mit kulturellen, sportlichen und gemeinschaftlichen Programmen belebt und ein künstlerisches Freiraum- und Gartenkonzept in Kooperation mit Anwohner umgesetzt.
2023 initiierte Kern gemeinsam mit dem Kreativteam von This Is Really Happening das Beteiligungsprojekt Alle für die Halle, das Bürger in die zukünftige Nutzung der denkmalgeschützten Paketposthalle in München einbeziehen soll. Im Rahmen des Projekts wurden bereits mehrere Beteiligungsformate durchgeführt. Seit 2025 bespielt Kern mit seinem Team zudem die Paketposthalle sowie das umliegende Areal unter dem Namen Pineapple Park als temporäre Zwischennutzung. Bis voraussichtlich 2027 soll hier ein vielfältiges Freizeit-, Sport- und Kulturareal mit wechselnden Ausstellungen und Nachtmärkten entstehen.
2025 wirkte Kern ebenfalls mit seinem Team von This Is Really Happening an der Konzeption und Umsetzung des Projekts FLUX im Wintergarten der Pinakothek der Moderne mit.
2025 realisiert er den "Lucky Star" auf dem ehemaligen Knorr-Bremse-Gelände.

### Yoga
Aufgrund einer persönlichen Krise um das Jahr 2000 herum, fand Kern auf Anraten einer Freundin zum Yoga. Seit 2000 betreibt er zusammen mit seiner Geschäftspartnerin Antje Schäfer das Yogaloft München (ehemals Jivamukti Yoga Studio München). Die Studios agieren mit Ausrichtung auf gesellschaftliches Engagement für Umweltschutz, ethischen Vegetarismus und Gewaltlosigkeit. Von April 2009 bis 2012 gab er mit Alexander Lacher den deutschen Ableger des Yoga Journals heraus.

### Soziales Engagement
Alle Gründungen von Kern sind ausgelegt auf gesellschaftliches Engagement für unterschiedliche relevante Themen, wie Umweltschutz, ethischer Veganismus und Akzeptanz. Beginnend 2022 eröffnet Kern auch das Kinderhaus am See e.V. – die Villa K – als Seminarhaus für Kinder und Jugendliche mit schwierigen sozialen Hintergrund. Aufgrund des im Frühjahr 2022 beginnenden Ukraine-Krieges dient die Villa K zudem als Unterkunft für ukrainische Geflüchtete. Seit 2024 ist Michi Kern auch als Vorstand im Neuperland Kulturfreunde e.V. aktiv.
Zusätzlich engagiert sich Kern auch für andere soziale Initiativen wie zum Beispiel mit einer Schirmherrschaft für das Hadassah-Krankenhaus in Jerusalem.

### Sonstiges
Kern ist seit 2010 Münchener Botschafter für Fair Trade-Kondome der Kölner Firma lebenslust, für die auch Cosma Shiva Hagen in Hamburg und Nina Queer in Berlin wirbt.